# Asura subfulvia
Asura subfulvia là một loài bướm đêm thuộc phân họ Arctiinae, họ Erebidae.